# Basij

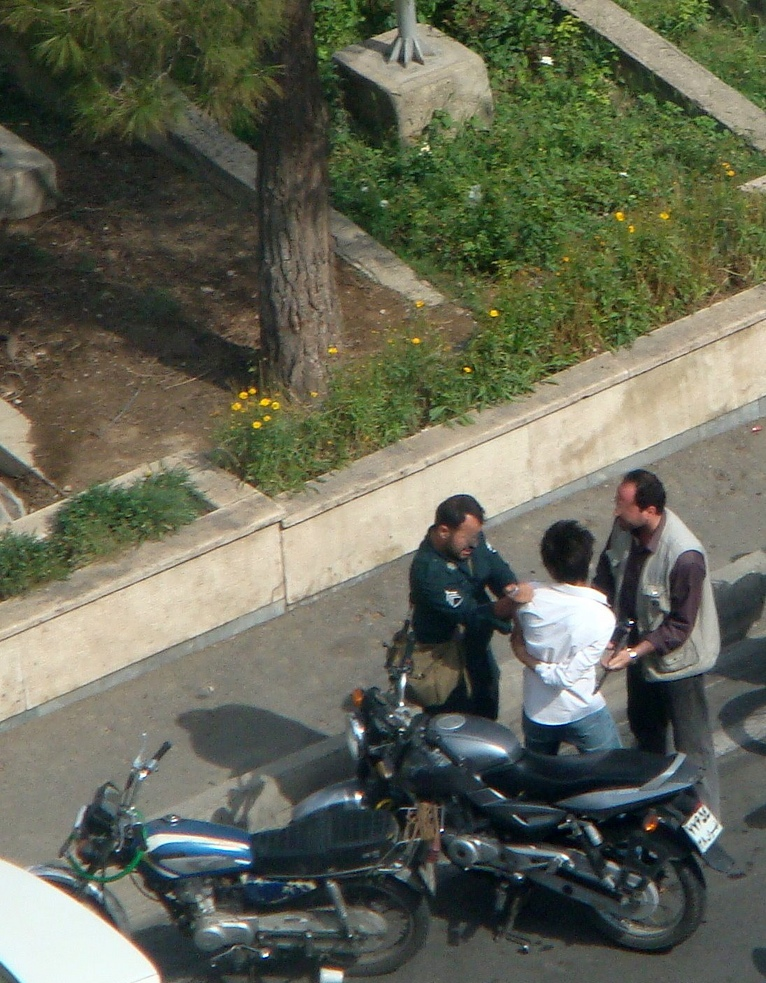
Un basij e un poliziotto iraniano arrestano un ragazzo davanti al parlamento iraniano

Il Basīj (sostantivo singolare persiano che letteralmente significa "mobilitazione"; in persiano بسيج‎; gli appartenenti sono detti basiji), oppure basīj-e mostaḍʿafin (lett. "mobilitazione degli oppressi"), ufficialmente Nīrouy-e moqāvemat-e basīj (in persiano نیروی مقاومت بسیج‎, lett. "forza di resistenza e di mobilitazione"), è una forza paramilitare iraniana fondata per disposizione dell'Āyatollāh Rūḥollāh Khomeynī nel novembre del 1979. Il basij è subordinato e riceve ordini dall'Esercito dei guardiani della rivoluzione islamica iraniana – i cosiddetti pasdaran.
Originariamente consisteva di giovani di sesso maschile "o troppo giovani o troppo anziani per il servizio militare regolare", chiamati appunto basījī (sostantivo o singolare che significa "combattente volontario"). Il basīj è forse più noto per aver fornito volontari che si offrivano di condurre attacchi a ondate contro gli Iracheni durante la guerra Iran-Iraq, particolarmente attorno a Bassora.  Attualmente il basīj serve come forza ausiliaria impegnata in attività quali la tutela dell'ordine pubblico in momenti di emergenza, oppure ad assicurare il servizio sociale, a organizzare le cerimonie religiose pubbliche, a compiti di polizia incaricata di vegliare sulla "morale islamica" e ad ostacolare le attività dei dissidenti del regime religioso iraniano. Ha una sua sede nella maggior parte delle principali città dell'Iran.

## Origini

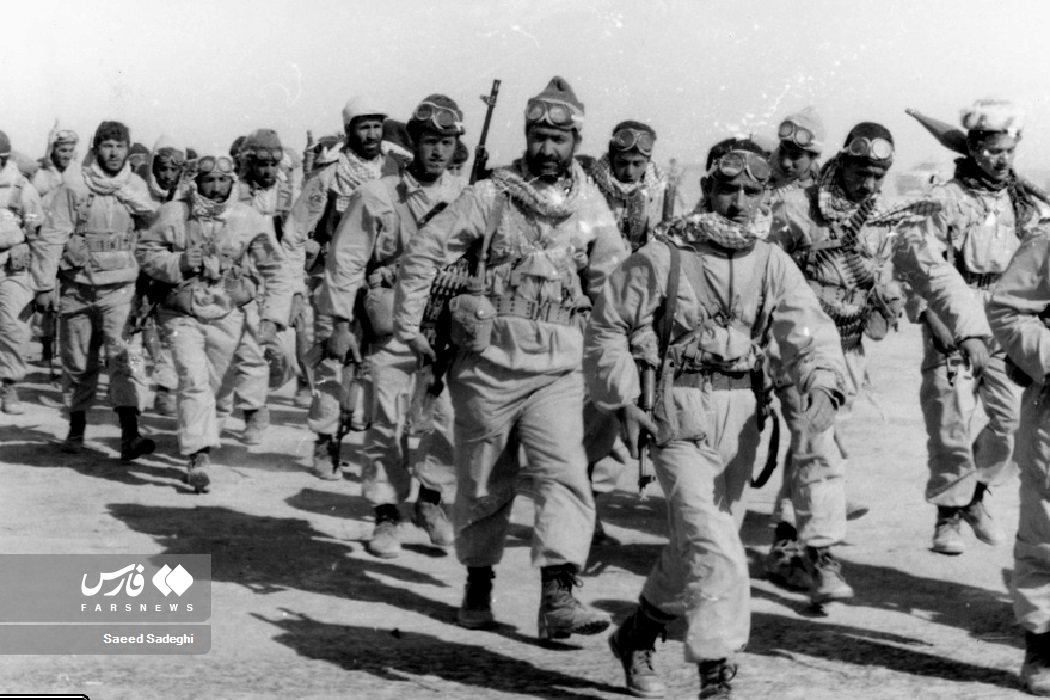
Mobilitazione dei Basij nella guerra Iran-Iraq

Il leader rivoluzionario iraniano, l'ayatollah Ruhollah Khomeini emise un decreto per fondare il Basīj, inteso come "grande milizia del popolo", nel novembre 1979. Si dice che egli avesse stabilito che "un Paese con 20 milioni di giovani deve avere 20 milioni di fucilieri o una milizia con 20 milioni di soldati; un simile Paese non sarà mai distrutto". Almeno all'origine, il Basīj fu aperto a coloro che avevano meno di 18 anni e che avevano superato i 45 anni, e a tutte le donne. La milizia era un fattore importante durante la guerra Iran-Iraq (1980-1988). In quella guerra, un gran numero di minorenni basiji fu sacrificato sui campi minati dagli Iracheni, convinti a far ciò per diventare santi martiri ( shahīd ) dell'Islam, facendo loro cantare canzoni sul tema della Battaglia di Karbala, in cui l'Imam sciita Hoseyn, il massimo martire dell'epopea sciita, fu ucciso coi suoi parenti e seguaci dalle forze omayyadi a lui ostili. Dalla primavera del 1983 il Basīj addestrò 2,4 milioni di Iraniani all'uso delle armi e 450.000 di loro furono mandati al fronte.  Dopo la guerra, il Basīj fu riorganizzato e progressivamente divenne uno dei "primi garanti della sicurezza interna del regime iraniano islamico".

## Organizzazione
Il Basij fruisce di una rete quasi del tutto decentralizzata, con branche presenti nella maggior parte delle moschee iraniane.  Sottogruppi del Basij sono presenti nell'Università, tra gli studenti e nelle strutture tribali iraniane. Tra i basij studenteschi, i membri delle scuole medie sono chiamati "Cercatori" (Peyandegan) e quelli delle scuole medie superiori "Avanguardia" (Pishgaman).
L'attuale comandante dei basiji è Mohammad Reza Naqdi, nominato nell'ottobre 2009, ha sostituito Hasan Taeb. Il primo vice-comandante, il generale Mirahmadi, è stato formalmente insediato il 4 settembre 2005. Il comandante di Tehran è Seyyed Mohammad Haj Aqamir.  Il vice-comandante per Teheran è il generale Ahmad Zolqadr, formalmente insediato il 5 settembre 2005; il nuovo comandante del Basij a Tabriz è il brigadier generale Mohammad Yusef Shakeri, entrato in carica il 29 settembre 2005.
Secondo Radio Free Europe, la spina dorsale del Basij è costituita da 2.500 miliziani dei battaglioni "al-Zahrā" (interamente femminile) e dai "battaglioni ʿĀshurā" (interamente maschili), ognuno dei quali forte di 300–350 persone. L'IRGC intende dotare il 30 % di questi battaglioni con armamento semi-pesante e pesante. Tuttavia, tutti i componenti di questi battaglioni sono addestrati a usare armi leggere e fucili. Inoltre, dal 2007 il Basij ha istituito "30.000 nuove cellule combattenti, ognuna delle quali forte di 15-20 membri, chiamati Karbala e Zolfaqar)". Le cellule "cooperano strettamente" con l'esercito dei Guardiani della Rivoluzione Islamica.

## Obblighi
Dopo la fine nel 1988 della guerra Iran-Iraq, il numero dei posti di blocco di basiji decrebbe fortemente, ma il Basij era ancora attivo nel monitorare le attività dei cittadini. I basiji imponevano lo hijab, arrestavano le donne per violazione delle norme relative all'abbigliamento, imprigionavano i giovani per la loro partecipazione a feste cui prendevano parte uomini e donne o per accompagnarsi in pubblico con persone dell'opposto sesso, con cui non avevano rapporti di parentela, sequestravano materiale "indecente" e antenne satellitari con cui potevano vedere spettacoli su emittenti straniere. Accanto alle azioni repressive attuate dalla polizia e ai raid condotti dagli Ansar-e-Hezbollah, il Basij è stato attivo in anni recenti nel sopprimere manifestazioni studentesche in Iran. I basiji sono stati a volte differenziati rispetto agli Ansar per essere maggiormente "disciplinati" e per non abbandonarsi a indiscriminati e selvaggi pestaggi.
Nel 1988 organizzazioni universitarie dei basiji furono istituite nei campus universitari per combattere la "Occidentossicazione" e le potenziali dimostrazioni studentesche contro il governo.
Il Basij agisce anche come servizio d'emergenza ed è ufficialmente mobilitato in caso di terremoti e altri disastri naturali o umani.
Il 23 novembre 2000 nel quadro di esercitazioni di difesa urbana in Iran, basiji armati hanno preso posizione nelle strade e in postazioni d'interesse strategico.

### Reviviscenza
GlobalSecurity.org riferisce che il basij sembra "aver conosciuto una sorta di revival sotto l'amministrazione del presidente Mahmud Ahmadinejad."
Non manca chi crede che il mutamento di finalità del basij, dalla missione originaria di combattere in difesa dell'Iran nella guerra Iran-Iraq all'attuale impegno di vigilare sulla sicurezza interna del regime iraniano l'abbia condotto a una perdita vistosa di prestigio e di consenso.
A fine settembre 2005, il Basij ha condotto una serie di esercitazioni di difesa urbana in tutto il Paese. Il suo primo vice-comandante ha annunciato la creazione di 2.000 "Battaglioni Ashura" all'interno dell'organizzazione, con responsabilità di vigilare sulle manifestazioni pubbliche.
Il governo iraniano ha elaborato una serie di piani per tenere in vita e in efficienza il Basij. Tra essi quello della necessità di enfatizzare progetti quali quello dello sviluppo del Basij (Basij-e Sazandegi).
L'Agenzia Fars News ha dichiarato: "Fra i compiti più rilevanti del Basij vi è quello di incrementare incessantemente la sicurezza, di rafforzare lo sviluppo delle infrastrutture, di equipaggiare la resistenza di base, [e] di accrescere le assunzioni", ha sottolineato Hejazi. Egli ha descritto la "proibizione del vizio e la promozione della virtù" nella società come la "politica divina" del Basij."

## Consistenza numerica del personale

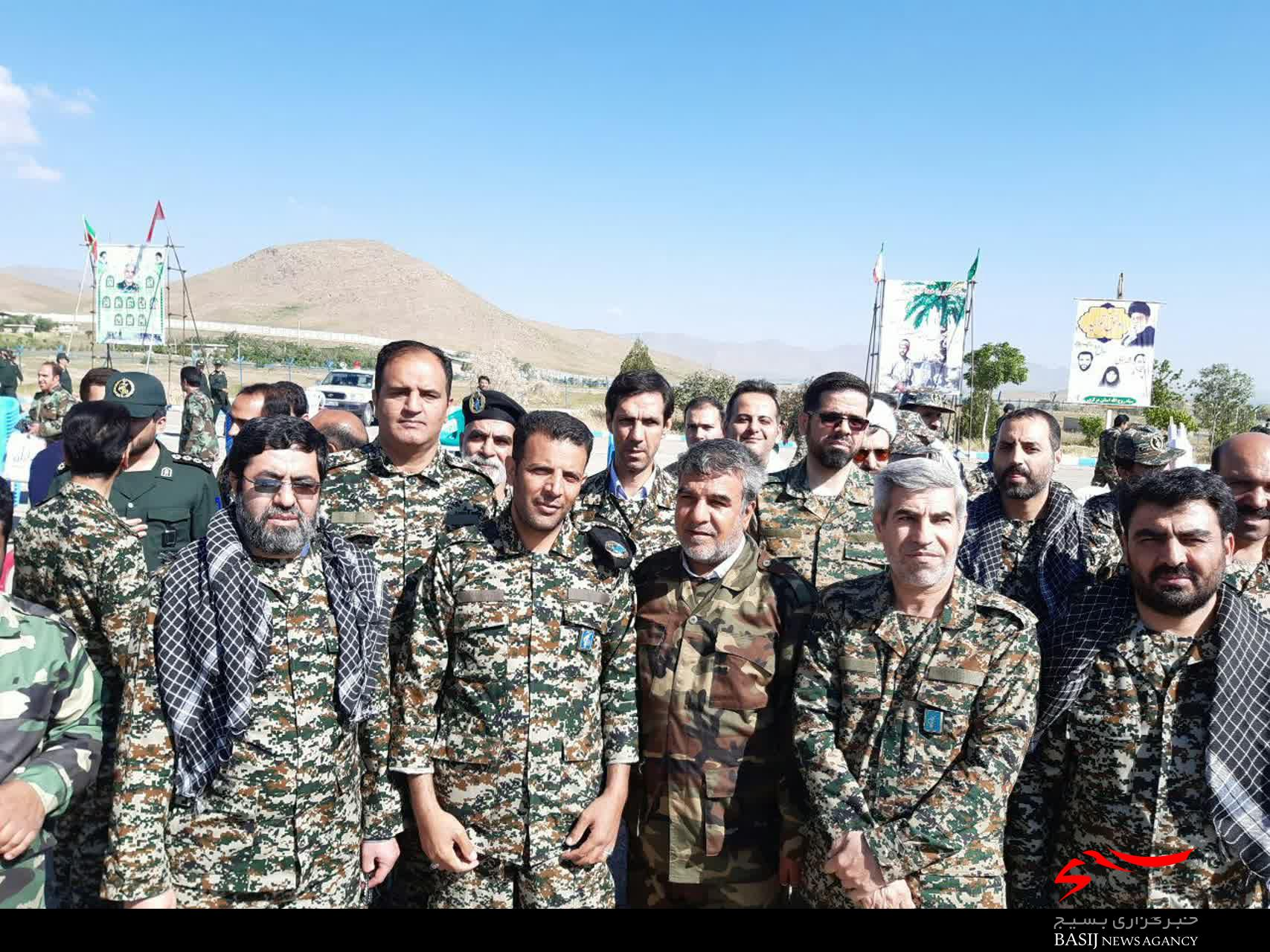
Basij

Secondo la GlobalSecurity.org, "la dimensione precisa del Basij è una questione aperta".  Mentre le fonti ufficiali iraniane "parlano frequentemente di 20 milioni di unità", ciò appare un semplice basarsi su quanto aveva indicato l'Ayatollah Khomeyni nel decreto del novembre 1979 che indicava quale sarebbe potuta essere la dimensione della milizia popolare.
Secondo l'Agenzia giornalistica iraniana IRNA, vi sono attualmente 12,5 milioni di membri del Basij, 5 milioni dei quali sono donne.  I comandanti del Basij hanno parlato di una cifra oscillante fra gli 11 milioni di componenti e i 13,6 milioni.
Tuttavia osservatori indipendenti stimano che la forza vari tra le 3 milioni di unità, la consistenza del Basij, con un minimo di 400.000 aderenti. Uno studio del 2005 del Center for Strategic and International Studies di Washington, reputa che il numero sia di 90.000 persone a tempo pieno, dotati di uniforme e in piena attività, e di 300.000 riservisti, e di circa 1 milione di uomini che possono essere mobilitati in caso di necessità.

## Profilo dei membri e loro benefici
L'appartenenza al Basij è riservata ai ragazzi più giovani dell'età prevista per l'arruolamento nelle forze armate iraniane e agli anziani che abbiano da poco completato il loro servizio militare.
Il tipico membro è per lo più di sesso maschile (ma vi sono anche appartenenti di sesso femminile) di età superiore comunque ai 12 anni. Ai membri del Basij normalmente vengono ridotti vari mesi di servizio militare obbligatorio quando arriva il momento del suo assolvimento, che in Iran è di almeno 21 mesi per ogni uomo idoneo alle armi. Durante la guerra Iran-Iraq fu più facile ai basiji garantirsi l'ingresso agli studi universitari, dal momento che il regime garantiva quote riservate alle persone coinvolte attivamente nello sforzo bellico. I componenti del Basij sono spesso assunti in modo più semplice rispetto a chi non appartiene a questa organizzazione, specialmente nei lavori che coinvolgono la sicurezza.
Dal momento che il Basij è un'organizzazione paramilitare su base volontaria, alla maggior parte dei basiji non è consentito portare armi da fuoco, eccezion fatta per occorrenze particolari. Ciò comporta che solo il 25% circa del Basij porta armi da fuoco, di norma un AK-47. Tuttavia non v'è una specifica regola che affermi che essi non possono usare ogni altro tipo di arma propria o impropria: fatto questo che ha scatenato il maggior numero di controversie

## Controversie circa i diritti umani
- Il Basij è stato biasimato in quanto forza paramilitare che recluta bambini a fini militari, dal momento che il reclutamento fra chi non ha raggiunto la maggiore età priva i ragazzi del loro sacrosanto diritto a fruire della loro gioventù e per il fatto che essi siano stati cinicamente usati dal regime iraniani negli attacchi durante il protratto conflitto contro l'Iraq, particolarmente attorno a Bassora.[7][20] Molti di questi giovani furono mandati a morire lungo i campi minati dagli iracheni.
- Secondo l'UNHCR "decine di migliaia di basiji ricevettero l'ordine di ispezionare ogni officina, ufficio e scuola per assicurarsi che i loro occupanti aderiscano al [cosiddetto] codice islamico di comportamento. [...] Dopo l'estate del 1992, unità anti-manifestazioni del Basij sono state organizzate, nuovamente armate e inviate nelle strade per aiutare a rafforzare la Legge islamica. Si afferma che i basiji siano sotto il controllo del "clero" presente nelle moschee locali. Si sa inoltre che i basiji dispongano posti di blocco attorno alle città e blocchino le autovetture per annusare l'alito degli occupanti, al fine di scoprire l'eventuale consumo di alcolici e per ispezionare che le donne non siano truccate o che non viaggino con un uomo che non sia un loro stretto parente o il marito. Si afferma che la Legge del Sostegno giuridico per i basiji, pubblicata sulla Gazzetta Ufficiale No. 13946 dell'8 ottobre 1371 Egira shamsī (equivalente al dicembre 1992), abbia provveduto a evitare risarcimenti per detenzione arbitraria disposta dei basiji" La Delegazione Permanente iraniana presso l'ONU nega queste accuse.[21]
- Amnesty International ricorda che "indagini parlamentari e del Consiglio di Sicurezza Nazionale iraniano abbiano indicato che queste azioni dei responsabili dei Pasdaran (Guardie della Rivoluzione) e delle forze della Mobilitazione (Basij), tra gli altri, abbiano condotto alle repressioni e ai crimini che sono seguiti alle dimostrazioni studentesche del luglio del 1999".[22]
- Human Rights Watch ha riferito che il Basij costituisce una delle "istituzioni parallele" (nahad-e movazi), "organo quasi-ufficiale di repressione, diventato progressivamente e apertamente responsabile del soffocamento violento delle manifestazioni di protesta studentesche, dell'arresto degli attivisti anti-regime, degli scrittori e giornalisti all'interno di prigioni segrete, delle minacce rivolte ai sostenitori della democrazia liberale in occasione di eventi pubblici". Sotto il controllo dell'Ufficio della Guida Suprema dell'Iran, questi gruppi impongono arbitrariamente posti di blocco attorno a Tehran, con la polizia regolare che spesso si astiene dall'impedire direttamente l'operato di questi agenti in borghese. "Prigioni illegali, che sfuggono al controllo dell'Ufficio dei Carceri Nazionali, sono luoghi in cui si commettono abusi ai danni di prigionieri politici, in cui essi vengono intimiditi e torturati impunemente".[23]
- Il 13 novembre 2006, Tohid Ghaffarzadeh, uno studente dell'Università di Sabzevar, si dice sia stato assassinato da un membro del Basij all'interno dell'Università mentre Ghaffarzadeh parlava con la propria fidanzata. L'omicida si afferma si fosse avvicinato a Ghaffarzadeh e l'abbia pugnalato con un coltello spiegandogli che ciò non si accordava con i principi islamici.[24]
- Il 15 giugno 2009, la milizia del Basij si dice abbia sparato a civili in Piazza Azadi, a Tehran, durante le manifestazioni per le elezioni iraniane del 2009.[25][26][27] Agenzie di stampa hanno riferito che ci furono 7 morti e più di 50 feriti.[28]

Durante tali manifestazioni la televisione ha spesso mostrato i basiji percorrere, armati di bastone, le vie della capitale iraniana a bordo di motociclette, mostrandone alcune date alle fiamme dai manifestanti dopo averne fatto bruscamente scendere gli occupanti.
- Il 20 giugno 2009, l'assassinio della giovane Neda Agha-Soltani, per convinzione diffusa, sarebbe stato perpetrato da appartenenti al Basij.
- Il 9 febbraio 2010 decine di basiji tentano di assaltare l'ambasciata italiana a Teheran. Lo comunica il ministro degli Esteri Franco Frattini, nel corso di un'audizione al Senato. Decine di miliziani, ha detto Frattini, hanno tirato pietre contro l'ambasciata e urlato slogan come «Morte all'Italia » e «Morte a Berlusconi».
- Il 29 novembre 2011 decine di basiji assaltano la l'ambasciata britannica saccheggiando uffici e rubando documenti.